# Acinopterus molestus
Acinopterus molestus är en insektsart som beskrevs av Beamer och Elva Lawton 1938. Acinopterus molestus ingår i släktet Acinopterus och familjen dvärgstritar. Inga underarter finns listade i Catalogue of Life.